# Ієрархія Католицької Церкви
Ієрархія Католицької церкви ґрунтується насамперед на духовенстві, хоча всі миряни та монахи виконують апостольську роль нарівні з духовенством. Однак всередині церковної інституції ролі організовані ієрархічно.

## Загальний огляд
Через хрещення кожен отримує в Католицькій церкві пророчі, королівські та священницькі властивості. Однак духовенство і миряни є двома основними сім'ями в цій інституції, оскільки явище пророцтва може відбуватися в обох категоріях.
У багатьох системах християнських церков, включаючи деякі некатолицькі (наприклад, православні, англіканські та деякі протестантські церкви), які не перебувають під владою єпископа Риму (Папи Римського), існує поділ ієрархії на три фундаментальні ступені:
- Єпископи: Єпископи мають найвищий ступінь таїнства Священних чинів, який уділяється їм через покладання рук і молитву рукоположення. Сакраментальна реальність, отримана при рукоположенні, відрізняє єпископів від священників не тільки з точки зору юрисдикції (єпархія або потенційна парафія), але також з точки зору їхньої сакраментальної ролі.
- Священники: Священники здобувають менший ступінь таїнства Священних чинів від єпископів через покладання рук і молитву рукоположення. Вони відрізняються від єпископів не тільки з точки зору юрисдикції, але й з точки зору сакраментальної реальності, яку вони отримали при рукоположенні. Також іменуються як пресвітери.
- Диякони: Диякони висвячуються не на священство, а на служіння. Вони не мають такої ж сакраментальної конфігурації, як єпископи і священники, які представляють Христа як голову, а радше сакраментально представляють Христа як слугу в церкві. Вони втілюють принцип служіння, з яких єпископ є принципом єдності.

Окрім цих трьох ступенів Священного Чину, існують також титули, пов'язані з конкретними ролями. Єпископа Риму, як главу Католицької церкви, зазвичай називають Папою Римським. Титул «монсеньйор» є суто почесним титулом (titulus sine re), тоді як титул «кардинал» пов'язаний з посадою виборця Єпископа Риму.

## Єпископи
Єпископи, які володіють усіма чинами, включаючи єпископство, а також священство і дияконію ще раніше, утворюють орган (Колегія єпископів), який вважається наступником апостолів і є «конституйованими пастирями в церкві, щоб вони також були вчителями доктрини, священниками священного культу і служителями уряду» і «представниками церкви». У 2012 році налічувалося 5 133 католицьких єпископів; а на кінець 2014 року — 5 237. Сам Папа є єпископом (єпископом Риму) і традиційно використовує титул «Високоповажний брате» (італ. Venerabile Fratello), коли пише до іншого єпископа.
Типова роль єпископа — керувати душпастирською опікою єпархії. Єпископи, які виконують ці функції, відомі як «єпархіальні ординарії», оскільки вони володіють тим, що канонічне право називає звичайною (не делегованою) владою над єпархією. У Східних католицьких церквах таких єпископів називають «ієрархами». На допомогу ординаріям можуть призначатися інші єпископи (єпископи-помічники та єпископи-коад'ютори), щоб вони могли якнайкраще здійснювати управління церквою.
Єпископи певної країни або регіону можуть утворювати єпископську конференцію і періодично зустрічатися для обговорення проблем у своїй місцевості. Рішення в певних сферах, таких як літургійні питання, є виключною відповідальністю цих конференцій. Рішення конференцій приймаються лише за умови, що за них проголосувало дві третини присутніх єпископів, і мають бути підтверджені Святим Престолом.
Єпископи номінально висвячуються на єпископат щонайменше трьома іншими єпископами, хоча для цілей дійсності достатньо лише одного, на додаток до дійсного мандату від Святого Престолу. Висвячення на єпископат вважається завершенням Священних Таїнств; навіть якщо єпископ йде на спочинок, він все одно залишається єпископом, а отже, дія Священних Таїнств на нього є онтологічно постійною. З іншого боку, такі титули, як архиєпископ або патріарх, не передбачають онтологічних змін, і тому ті, хто приймає ці посади, не потребують подальших свячень.
Сакраментально всі єпископи рівні. Однак, відповідно до юрисдикції, існують різні призначення та привілеї відповідно до рангу, як зазначено нижче. Всі єпископи є «вікаріями Христа».

### Папа Римський (єпископ Риму)

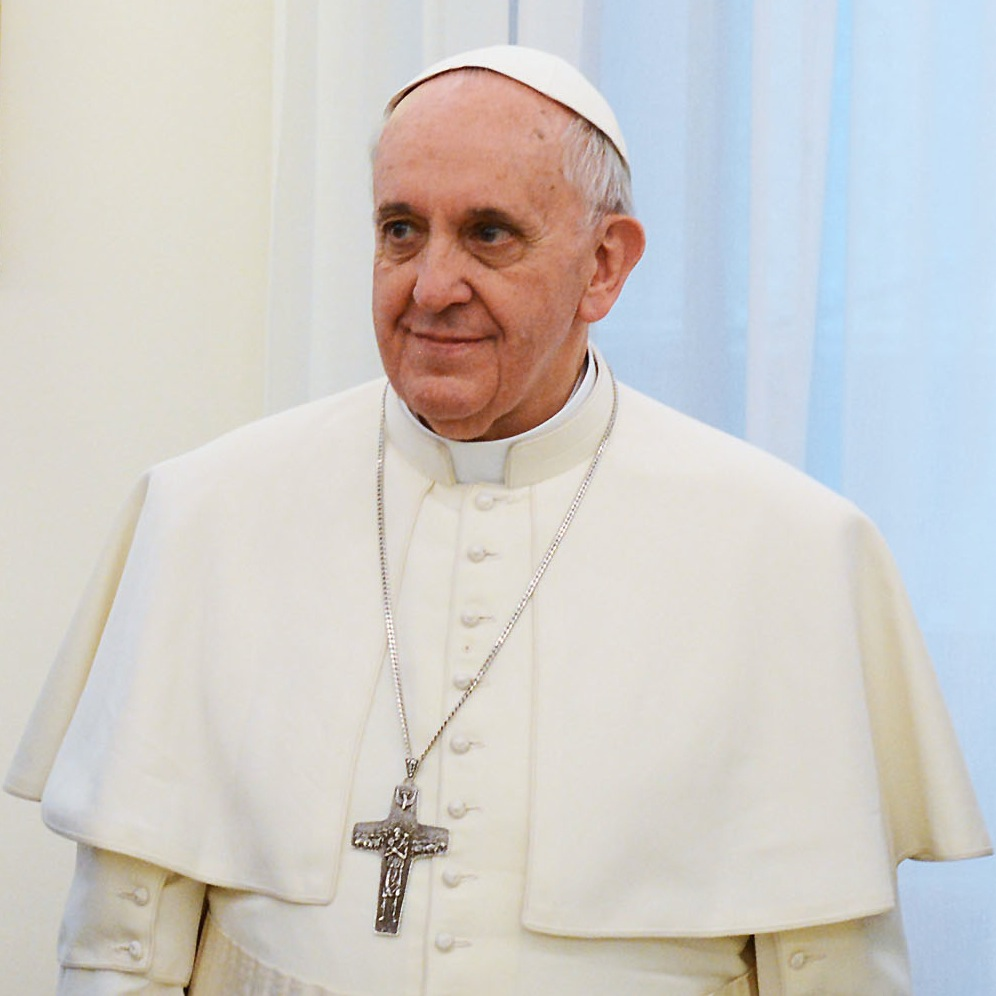
Папа Франциск, Єпископ Риму

Папа є єпископом Римської єпархії. Отже, він є таким в силу цієї посади:
«Вікарій Христа, Наступник Князя апостолів, Верховний Понтифік Вселенської католицької церкви, Патріарх Латинської церкви, Примас Італії, Митрополит Архиєпископ Римської провінції, Суверен Держави-Міста Ватикан, Слуга Слуг Божих.»

#### Посади й титули
«Папа» — це прономінальне почесне звання, а не посада чи титул, оскільки воно просто означає «батько» (найпоширеніше почесне звання для всіх священнослужителів). Почесний титул «папа» використовувався з III століття західними єпископами й походить з грецької мови, де його вперше використав Гомер в «Одіссеї» (6:57). Навіть сьогодні у східному світі термін «папа» є поширеною формою для визначення духовенства в Російській православній церкві, а також єпископа Александрійського. Папа Марцеллін (296-304) був першим єпископом Риму, який, згідно з джерелами, використав термін «папа» для позначення власної особи. Починаючи з VI століття, імператорська канцелярія Константинополя номінально залишала за собою право називати єпископа Риму, і ця практика формально тривала до XI століття, коли Папа Григорій VII оголосив себе незалежним єпископом Риму і тільки з Божої волі.
Як єпископ Римської церкви, Папа є наступником співзасновників помісної церкви, святих Петра і Павла. Тому Римська церква та її єпископи завжди відігравали визначну роль у католицькій спільноті, так само як єпископ Риму завжди відігравав роль примаса над іншими єпископами, як й Петро мав певну перевагу серед інших апостолів. Точна природа цієї першості невідома, але вона, безумовно, є вселенською за своєю природою і втрачається протягом століть церковної історії, розвиваючись у справжню доктрину в Католицькій церкві.
Катехизм католицької церкви, посилаючись на Lumen Gentium Другого Ватиканського собору, відкрито заявляє про це: «Папа, єпископ Риму і наступник Петра, є вічним і видимим джерелом єдності між єпископами і всіма вірними». Сопричастя з єпископом Риму протягом століть відігравало важливу роль у католицькій ідентичності, до такої міри, що Католицька церква відома як «римо-католицька».
Існує ще три посади Папи Римського як глави Римської церкви. Оскільки Латинська церква бере свої літургійні, судові та богословські витоки зі спадщини Риму, її єпископ де-факто є також патріархом Латинської церкви. За словами Папи Бенедикта XVI, було багато «плутанини» між папським приматом як патріарха Західної церкви і його приматом як першого патріарха серед рівних, «таким чином, не розрізняючи» ролі й обов'язки двох різних позицій, що призвело до «крайньої централізації Католицької церкви» і розколу між Сходом і Заходом.
Римська церква також є головною церквою Римської провінції, а тому єпископ Риму є також митрополитом-архієпископом Римської провінції.
Як єпископ, Папу називають вікарієм Христа. Цей титул, колись спільний для всіх єпископів без розбору між IV і XII століттями, був зарезервований тільки для єпископа Риму з XII по XX століття, і був відновлений для всіх єпископів лише на Другому Ватиканському Соборі.
Папа Римський проживає у Ватикані, незалежній державі в межах міста Риму, як це було санкціоновано в 1929 році Латеранськими пактами між Святим Престолом та Італійською державою. Оскільки Папи були також суверенами Папських держав (754–1870), вони можуть здійснювати абсолютну цивільну владу над мікродержавою Ватикан з 1929 року.
Іноземні посли акредитуються не у Ватикані, а при Святому Престолі, який і до створення держави підпорядковувався міжнародному праву. Група чиновників, які допомагають Папі Римському в управлінні церквою, відома як Римська курія. Термін «Святий Престол зазвичай використовується лише для позначення Папи Римського та його курії, оскільки канонічне право, яке стосується управління Латинською церквою та управління внутрішніми справами Римської єпархії, обов'язково використовує його в технічному значенні.
Нарешті, титул «Слуга слуг Божих» був доданий Папою Григорієм І, щоб нагадати нам, що християнство — це служіння, служіння (дияконія).
Звернення до єпископа Риму, однак, залишається тим самим, яке використовується для понтифіка, а саме «Його Святість».

#### Вибори
Чинні правила, що регулюють обрання Папи, можна знайти в апостольській конституції Universi Dominici Gregis. Вона охоплює повноваження кардиналів і департаментів Римської курії від смерті Папи до оголошення обрання його наступника, підготовку до похорону померлого Папи, а також процедури голосування на наступному конклаві.
Як і всі єпископи, Папа має можливість піти у відставку, але, на відміну від інших єпископів, він не зобов'язаний робити це після досягнення 75-річного віку. Найвідомішими є випадки відставки Папи Целестина V у 1294 році, Папи Григорія XII у 1415 році та Папи Бенедикта XVI у 2013 році. Приблизно 10% всіх понтифіків були зміщені або зреклися престолу перед своєю смертю.

### Патріархи
Глави деяких автономних помісних церков (лат. Sui iuris), що складаються з кількох помісних церков (єпархій), мають титул патріарха.
Папа Римський, як патріарх Латинської церкви, є главою єдиної церкви sui iuris Заходу, з титулом Патріарх Заходу (використовувався з 1863 по 2006 рік). Східні патріархи обираються синодом єпископів своїх церков.
Патріархи, які очолюють окремі автономні церкви:
- Александрійський патріарх (Коптська католицька церква).
- Мелхітський Патріарх Антіохійський (Грецька Мелхітська католицька церква).
- Маронітський патріарх Антіохії[en] (Маронітська церква).
- Сирійський Патріарх Антіохійський[de] (Сирійська католицька церква).
- Халдейський Патріарх Вавилону (Халдейська католицька церква).
- Вірменський Патріарх Кілікії[en] (Вірменська католицька церква).

Вони мають владу не тільки над єпископами своїх церков, включаючи митрополитів, але й над особливостями своєї віри. Східні католицькі патріархи мають вищий порядок старшинства, ніж всі інші єпископи, за винятком Папи Римського. Почесний титул, який використовується, — «Його Блаженство».
У Латинській церкві є також деякі титулярні патріархи, які з різних історичних причин мають титул, але не несуть відповідальності за єпархії. До них відносяться Латинський патріарх Єрусалиму, Патріарх Венеції, Патріарх Лісабону і Патріарх Ост-Індії. Всі ці посади зараз є суто почесними, і патріархи не є главами автономних окремих церков. Патріарх Ост-Індії є архиєпископом Гоа і Дамао, тоді як інші патріархи є архиєпископами названих міст. Титул Патріарха Вест-Індії раніше надавався деяким іспанським єпископам (не завжди з однієї єпархії), але зараз від нього відмовилися.

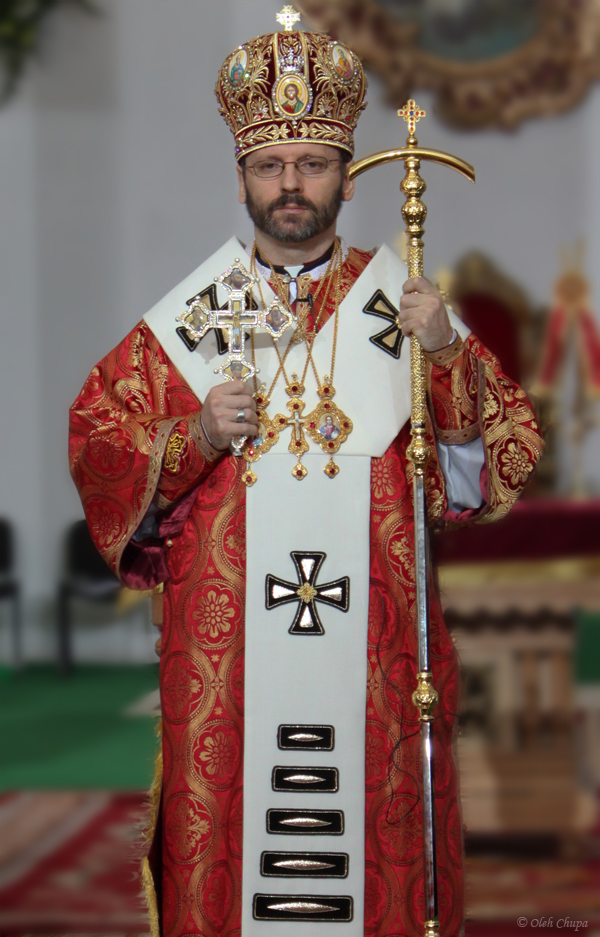
Святослав Шевчук, Верховний Архиєпископ Києво-Галицький

| Тип                             | Церква      | Патріархат     | Патріархи                                |
| ------------------------------- | ----------- | -------------- | ---------------------------------------- |
| Патріархи церков sui iuris      | Копстська   | Александрія    | Патріарх Ібрагім Ісаак Сідрак            |
| Патріархи церков sui iuris      | Мелькітська | Антіохія       | Патріарх Юссеф Абсі                      |
| Патріархи церков sui iuris      | Маронітська | Антіохія       | Кардинал Бешара Бутрос Раї               |
| Патріархи церков sui iuris      | Сирійська   | Антіохія       | Патріарх Ігнатій Йосиф ІІІ Йонан         |
| Патріархи церков sui iuris      | Вірменська  | Кілікія        | Патріарх Рафаїл Бедрос XXI Мінассян      |
| Патріархи церков sui iuris      | Халдейська  | Багдад         | Кардинал Луї Рафаель І Сако              |
| Патріархи                       | Латинська   | Єрусалим       | Патріарх П'єрбаттіста Піццабалла, O.F.M. |
| Патріархи                       | Латинська   | Східна Індія   | Патріарх Філіпе Нері Феррао              |
| Патріархи                       | Латинська   | Венеція        | Патріарх Франческо Моралья               |
| Патріархи                       | Латинська   | Лісабон        | Кардинал Мануель Клементе                |
| Скасовані або почесні патріархи | Латинська   | Александрія    | Скасовано у 1964 році                    |
| Скасовані або почесні патріархи | Латинська   | Антіохія       | Скасовано у 1964 році                    |
| Скасовані або почесні патріархи | Латинська   | Костантинополь | Скасовано у 1964 році                    |
| Скасовані або почесні патріархи | Латинська   | Вест-Індія     | Почесний з 1963 року                     |
| Скасовані або почесні патріархи | Латинська   | Аквілея        | Скасовано у 1751 році                    |
| Скасовані або почесні патріархи | Латинська   | Градо          | Перенесено до Венеції у 1451 році        |

### Великі архієпископи
Інші окремі автономні церкви мають верховного архієпископа на чолі. Сиро-Маланкарська католицька церква використовує титул Католикос для позначення свого верховного архієпископа. За деякими винятками, влада верховного архієпископа у своїй церкві sui iuris є еквівалентною владі патріарха у своїй церкві. Однак ця посада є менш престижною і була запроваджена лише в 1963 році для тих Східних католицьких церков, які досягли розміру і стабільності, що дозволяли їм бути самоврядними, але з історичних, екуменічних чи політичних причин не могли бути піднесені до рівня патріархату.
Наразі існує чотири верховних архієпископи:
| Найбільші архієпархії | Країна  | Церква            | Архієпископ                            |
| --------------------- | ------- | ----------------- | -------------------------------------- |
| Ернакулам-Ангамалі    | Індія   | Сиро-малабарськ   | Кардинал Джордж Аленчеррі              |
| Фаґараша і Альба-Юлії | Румунія | Румунська         | Кардинал Лучіан Мурешан                |
| Києво-Галицьке        | Україна | Українська        | Верховний Архиєпископ Святослав Шевчук |
| Тривандрум            | Індія   | Сиро-маланкарська | Кардинал Іссак Клееміс Тоттункал       |

### Кардинали
Найвищими посадовими особами в церкві є кардинали, яких призначає Папа Римський. Як правило, Папа обирає єпископів, які очолюють різні відділи Римської курії або важливі єпископські кафедри в усьому світі. Разом кардинали утворюють Колегію кардиналів, яка консультує Папу. Кардинали, які не досягли 80-річного віку, називаються виборцями, оскільки вони мають право голосу на конклаві для обрання наступного Папи Римського.
Не кожний кардинал обов'язково є єпископом. У XXI столітті були приклади кардиналів, які не були єпископами, такі як Доменіко Бартолуччі, Карл Йозеф Беккер, Ернест Сімоні, Роберто Туччі, Альберт Ванхойе і Раньєро Канталамесса. Кодекс канонічного права 1917 року запровадив обов'язкову умову, що кардинал повинен бути принаймні священником перед тим, як бути піднесеним до рангу кардинала. Раніше вимагалися лише незначні чини, і навіть дияконський сан не був обов'язковим. Теодольфо Мертель, який помер у 1899 році, був останнім кардиналом, який не був священником. У 1962 році Папа Іван XXIII видав правило, згідно з яким, якщо хтось був призначений кардиналом, він повинен був бути висвячений на єпископа, якщо він ще не був ним. Однак деякі особи просили і отримували звільнення від цієї процедури. Однак, як і раніше, рідко коли Папа призначає кардиналів, які є простими священниками, а не висвяченими єпископами.

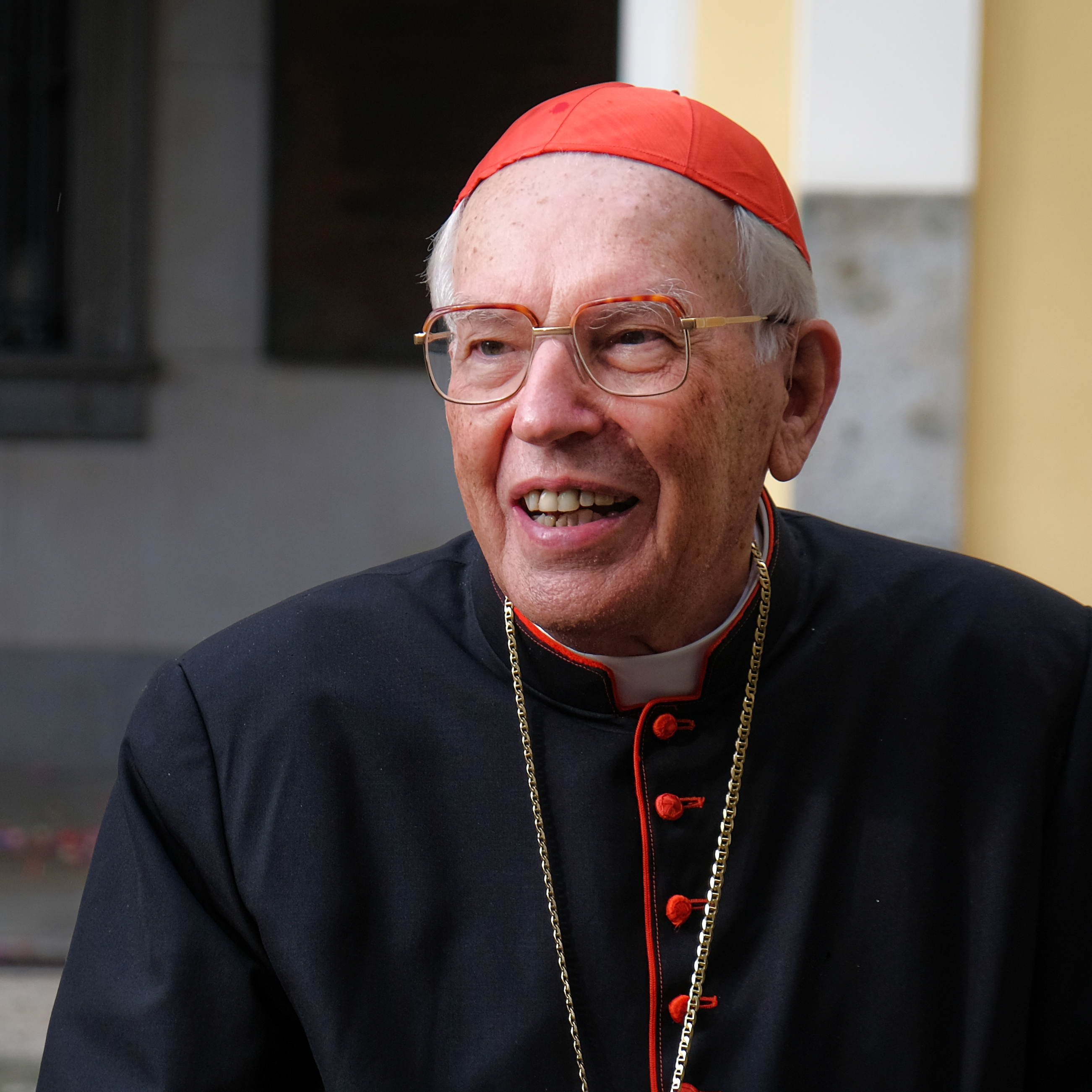
Кардинал Джованні Баттіста Ре

У Кодексі канонічного права 1917 року, відповідно до традиції, підтвердженій Першим Ватиканським собором, підкреслювалася перевага кардиналів над усіма іншими єпископами, архиєпископами і навіть патріархами. У тексті Кодексу канонічного права 1983 року це питання більше не згадується.
Кардиналітет також не є неодмінною частиною богословської структури Католицької церкви; це передусім почесна відзнака, яка виникла у 1059 році, коли право обирати Папу Римського було надано виключно духовенству Риму та єпископам семи приміських церков. Ці представники були названі кардиналами (від латинського слова «cardo», що означає «шарнір» або «стрижень») з огляду на їхню значущість. У XII столітті почалася практика призначення на цю роль духовних осіб, які не походили з Римської єпархії.

### Примаси
Титул примаса в Латинській церкві надається в деяких випадках єпископам певних єпархій, зазвичай митрополій. У минулому титул примаса означав владу над іншими єпархіями в певній державі чи регіоні, але сьогодні це просто «почесний привілей» без будь-яких управлінських повноважень, за винятком певних питань, наданих привілеєм Святого Престолу або встановленою традицією. Титул зазвичай присвоюється ординаріям найстаріших єпархій або архиєпархій в країні. Наприклад, в Польщі примас є архиєпископом найстарішої архиєпархії (Гнєзно, заснована в 1000 році), а не найстарішої єпархії (Познань, заснована в 968 році).
Еквівалентною посадою у Східній православній церкві є посада екзарха, який має владу над іншими єпископами, але не є патріархом. У Східних католицьких церквах як апостольські, так і патріарші екзархи не мають влади над іншими єпископами.

### Митрополити-архієпископи
У Латинській церкві митрополит — це єпископ головної кафедри («митрополичого престолу») церковної провінції, що складається з кількох єпархій. Митрополит отримує паллій від Папи Римського як символ своєї посади. Єпископ-митрополит має обмежений контроль над суфраганськими єпархіями своєї провінції, забезпечуючи належне дотримання церковної дисципліни. Він також має право призначати єпархіального адміністратора на посаду суфраганського єпископа, якщо єпархіальна рада не може його обрати. Його єпархіальний трибунал також служить апеляційним судом для суфраганських єпископів (судом другої інстанції), а митрополит може особисто розглядати апеляційні справи.
Усі митрополити мають титул архієпископа, а кафедра митрополита, як правило, є осідком архиєпархії або єпархії — титул, який в даний час застосовується до 553 кафедр. Одним з винятків у ролі митрополита є Римська єпархія.

### Архієпископи
Титул архиєпископа мають не лише єпископи митрополій, але й очільники архиєпархій, які не є митрополіями. Крім того, деякі єпископи є «титулярними архиєпископами», тобто носять архиєпископський титул суто з почесних міркувань над єпархією, яка вже не існує. У цьому титулі вони часто займають адміністративні або дипломатичні посади, такі як папські нунції або секретарі куріальних конгрегацій. Єпископ неархієпископського уділу може особисто носити титул архиєпископа без того, щоб його уділ був піднесений до рівня архиєпархії (в цьому випадку він називається «архиєпископ ad personam»), хоча ця практика значно зменшилася після Другого Ватиканського собору.

### Єпархіальні єпископи
Єпархіальний єпископ або єпарх єпархії є головним центром єдності для своєї єпархії і, як член Колегії єпископів, він також несе відповідальність за управління в межах Вселенської церкви (як зазначено в Катехизмі католицької церкви, 886). Оскільки кожна окрема церква представляє всю Христову Церкву, а не є лише частиною чогось більшого, єпископ, який її очолює, не є делегатом Папи Римського. Навпаки, єпископ несе особисту відповідальність за вчення та управління своєю єпархією, для чого він був висвячений.
На кожній Службі Божій, що служиться в кожному храмі кожної єпархії католицького світу (навіть якщо її відправляє єпископ з-поза меж цієї єпархії), ім'я чинного єпископа згадується під час Євхаристійної молитви, щоб підкреслити його роль у цій частині Церкви Христової. Така ж практика спостерігається у Східних церквах, єпархіях, патріархатах, архиєпархіях та митрополичих кафедрах. З цієї ж причини ім'я чинного Папи Римського згадується під час кожного євхаристійного богослужіння.
Висвячення на єпископат являє собою виконання чинів після священства. Єпископи вважаються наступниками апостолів, продовжуючи їхню місію і служіння в церкві.

#### Еквіваленти єпархіальних єпископів за канонічним правом
Канон 368 Кодексу канонічного права перераховує п'ять випадків юрисдикційних територій, які можна вважати єпархіями. Їх очолюють
- Територіальний прелат, який офіційно називається prelate nullius dioceseos (прелат без єпархії), відповідальний за певну географічну територію, яка ще не була піднесена до рівня єпархії.
- Територіальний абат, відповідальний за територію (іноді досить велику), пов'язану з абатством.
- Апостольський вікарій (зазвичай єпископ титулярного осідку), відповідальний за апостольський вікаріат, як правило, на місіонерській території, яка ще не є єпархією.
- Апостольський префект (зазвичай не єпископ), відповідальний за апостольську префектуру, ще не створену як апостольський вікаріат.
- Постійний апостольський адміністратор, відповідальний за географічну територію, яка з різних причин не може бути створена як єпархія.

Крім вищезгаданих, існують:
- Апостольський екзарх (зазвичай єпископ титулярного осідку), відповідальний за апостольський екзархат, ще не створений як єпархія.
- Патріарший екзарх — єпископ, відповідальний за патріарший екзархат, ще не створений як єпархія.
- Військовий ординарій — особа, яка служить у збройних силах країни.
- Персональний прелат, відповідальний за групу людей безвідносно до географічного розташування. В даний час єдиною персональною прелатурою, що існує, є прелатура Opus Dei.
- Апостольський адміністратор особистої апостольської адміністрації. В даний час існує лише один — святого Івана Марії Віанні.
- Ординарій особистого ординаріату для колишніх англікан.
- Настоятель автономної місії.

На аналогічному рівні знаходиться єпархіальний адміністратор (формально називається капітулярний вікарій), який обирається для управління єпархією під час вакантного престолу. Крім певних обмежень законодавчого характеру, вони мають основні характеристики єпархіальних єпископів (канони 427-429 Кодексу канонічного права). Іноді Апостольський Адміністратор може бути призначений Апостольським Престолом для управління вакантною єпархією або коли призначений єпископ не може чи має перешкоди для цього.

## Священники
Єпископам допомагають священники і диякони. Всі священники та диякони висвячуються в єпархії або релігійному ордені. Парафії, традиційно на територіальній основі, мають священника на чолі, відомого як парафіяльний священник, настоятель або пастор.
У Латинській церкві тільки безшлюбні чоловіки можуть бути допущені до священництва, в той час як у Східних церквах, згідно з їхніми власними законами, можуть бути висвячені як безшлюбні, так і одружені чоловіки. Серед окремих церков виділяється Ефіопська католицька церква, яка висвячує тільки неодружених священнослужителів, в той час як православна церква, наприклад, допускає також одружених священників. У деяких рідкісних випадках навіть Латинська церква може висвячувати одружених чоловіків на священників, як у випадку з протестантським духовенством, яке перейшло в католицизм. Усі церкви sui iuris Католицької церкви зберігають давню традицію, згідно з якою шлюб після свячень не дозволяється. Якщо священник був висвячений, маючи дружину, і вона померла, він більше не може одружуватися.
Католицька церква розуміє священничі свячення як таїнство і жертву, принесену висвяченим на служіння церкві, нарівні з хрещенням і миропомазанням, і вони мають онтологічний вплив на людину. Саме з цієї причини людина може прийняти свячення лише один раз у житті. Рукоположення надається тільки особам чоловічої статі.

### Священники, які служать поза межами своєї єпархії
Навіть якщо священники висвячені в певній єпархії чи ордені, вони можуть отримати дозвіл від свого єпархіального ординарія чи настоятеля на служіння поза межами звичайної юрисдикції єпархії, з якої вони походять, або ордену, до якого вони є членами. Це призначення може бути тимчасовим або постійним.
Тимчасові призначення включають навчання (наприклад, у Папському університеті в Римі).
Довгострокові призначення включають службу в штаті дикастерії чи суду Римської Курії або в дипломатичному корпусі Святого Престолу. Вони також можуть бути призначені ректорами або викладачами факультету чи семінарії католицького університету чи інституту за межами своєї єпархії. Деякі священники також призначаються співробітниками своїх єпископських конференцій, служать військовими капеланами за кордоном або місіонерами.

### Посади на єпархіальному рівні
Єпархіальний єпископ призначає генерального вікарія, який допомагає йому в управлінні єпархією. Зазвичай призначається лише один генеральний вікарій; особливо великі єпархії можуть мати більше одного генерального вікарія. Генеральний вікарій або один з вікаріїв зазвичай призначається модератором курії і координує єпархіальні служіння та адміністративні офіси. Єпархіальний єпископ може також призначити одного або більше єпископських вікаріїв для своєї єпархії. Вони мають ті самі звичайні повноваження, що й генеральний вікарій, але в кожному конкретному випадку опікуються певною частиною єпархії, конкретною діяльністю, вірними певного обряду або певними групами людей. Генеральні вікарії та єпископські вікарії повинні бути священниками або єпископами. У Східних католицьких церквах вони називаються протосинкелами та синкелами (кан. 191 Кодексу канонічного права Східних церков).
Єпархіальні єпископи повинні призначати судового вікарія, якому вони делегують звичайну владу єпископа судити церковні справи (кан. 1420 Кодексу канонічного права, кан. 191 Кодексу канонічного права Східних церков). У Латинських церквах судовий вікарій також називається посадовою особою. Особа, яка обіймає цю посаду, повинна бути священником, мати науковий ступінь з канонічного права (або принаймні ліцензію), бути не молодшою тридцяти років, і, хоча в менших єпархіях кількість справ обмежена, не повинна одночасно обіймати посаду генерального вікарія. Одним з обов'язків судового вікарія є головування в колегіальних судах, іноді за допомогою помічників, які можуть головувати в колегіальних судах замість нього, але повинні мати таку ж кваліфікацію, як і він.
Єпархіальні єпископи призначають канцлера і, якщо можливо, також віцеканцлера та нотаріусів. Ці посадові особи ведуть діловодство та архів єпархії. Вони також виконують функції секретарів єпархіальної курії. Єпископ також призначає фінансового офіцера і фінансову раду для нагляду за бюджетом, матеріальними благами, доходами і витратами єпархії.
Єпархіальний єпископ може призначати священників членами катедральної капітули або колегіальної церкви (названої так через наявність колегіальної капітули). Ці священники мають титул каноніків. Він також призначає від шести до дванадцяти священників для формування священницької ради консультантів. Вони також відповідають за обрання єпархіального адміністратора у випадку, якщо на кафедрі відкривається вакансія.
Єпископ призначає священників та інших конкретних членів для особливих випадків, таких як скликання синоду або пасторальної ради.

### Окружний вікарії або декан
"Окружний вікарій, також відомий як декан, протоігумен або пробст, є священником, відповідальним за деканат" (кан. 553 Кодексу канонічного права), призначеним групою парафій в межах єпархії. На відміну від регіонального єпископського вікарія, вікарій-форанео діє як збирач інших священників або парафіяльних священників у своєму вікаріаті, а не як проміжна інстанція між місцевими священниками та єпархіальним єпископом.

### Парафіяльний священник/пастор
Парафіяльний священник, якому доручено опікуватися парафією, в Кодексі канонічного права називається законодавчим терміном parochus:
Парафіяльний священник є душпастирем парафії. Він здійснює душпастирську опіку над громадою, яка доручає йому діяти під владою єпархіального єпископа, чиє служіння Христове він покликаний розділяти, а тому для цієї громади він покликаний навчати, освячувати і керувати у співпраці з іншими священниками чи дияконами та за допомогою вірних Христових мирян, згідно з законом (ККСЦ, 519).

### Парафіяльні помічники/вікарії
Пастору можуть допомагати один або кілька священників:
У разі потреби чи доцільності для душпастирської опіки парафії, парох може призначити одного чи кількох парафіяльних помічників. Як співпрацівники парафіяльного священника, вони поділяють його місію і повинні працювати разом з ним для місцевого душпастирського служіння спільними зусиллями та працею (ККП, 545).

### Почесні звання
Почесне звання монсеньйора надається Папою Римським єпархіальному священнику (не члену релігійного інституту), який перебуває на службі Святого Престолу, і може бути присвоєне йому на прохання місцевого єпископа. Таким чином, призначений таким чином священник вважається членом папської сім'ї. Сьогодні титул поділяється на три типи:
- Капелан Його Святості (до 1969 р. — Папський камергер),[26] найнижчий рівень, який відрізняється фіолетовими ґудзиками на рясі та поясом того ж кольору.
- Почесний прелат Його Святості (до 1969 р. — домашній прелат), проміжний рівень, відрізняється червоними ґудзиками на сутані та фіолетовим поясом.
- Протонотар Апостольський, найвищий рівень, з таким самим одягом, як у Почесного Прелата, але з можливістю носити фіолетовий пояс.

У грудні 2013 року Папа Франциск постановив, що в майбутньому священники, які не перебувають на службі Святого Престолу, можуть отримати титул монсеньйора лише в ранзі капелана Його Святості і після досягнення 65-річного віку.
На підставі законодавства Папи Пія Х генеральні вікарії та капітулярні вікарії (останні тепер називаються єпархіальними адміністраторами) є протонотаріями durante munere, тобто протягом свого перебування на посаді, а тому по праву мають почесний титул монсеньйора, який також позначається абревіатурою «mons».
Деякі Східні католицькі церкви сирійської традиції використовують титул «Корепіскоп», еквівалентний західному титулу «Монсеньйор». Інші Східні католицькі церкви надають титул Архимандрита деяким священникам-целібатам з поваги чи вдячності за їхнє служіння. Одружені східні священники, з іншого боку, отримують титул протоієрея, який надається у двох ступенях, найвищий з яких — «митрофорний протоієрей», якому дозволено носити митру.
У Латинській церкві титул протоієрея іноді пов'язаний з конкретною церквою з історичних причин або з головними базиліками Риму. Останні зазвичай є не просто священниками, але часто є єпископами або навіть кардиналами. Титул архідиякона надається з не меншим значенням.

## Диякони
Диякони — це висвячені служителі церкви, які співпрацюють з єпископом разом з пресвітерами, але повинні зосередитися на прямому і активному служінні бідним і нужденним, а не на пастирському керівництві. Зазвичай вони прикріплені до парафії, де виконують певну літургійну функцію, наприклад, читають Євангеліє під час богослужінь; можуть виголошувати проповіді, а в римському обряді можуть також головувати на неєвхаристійних літургіях, таких як хрещення, вінчання, похорони, адорації чи благословення. У Східних церквах, за відсутності священника, диякони не можуть виконувати ці функції, а лише функції лекторів.
Основу ролі та кваліфікації диякона можна знайти в Святому Письмі, зокрема в Діях 6:1-9 та 1 Тимофія 3:1-13.
Диякони можуть бути «перехідними дияконами», якщо вони стають на шлях семінарії, яка згодом приведе їх до священства, або «постійними дияконами», які потім мають намір залишатися тільки дияконами і не отримувати священничих свячень. Для того, щоб бути висвяченим на диякона, неодруженому потрібно мати щонайменше 25 років, а одруженому — щонайменше 35 років і мати згоду дружини. У Латинській церкві одружені диякони є постійними дияконами.
Перехід від мирянина до священника обов'язково проходить через дияконат. Раніше в Латинській церкві людина, яка хотіла стати священником, повинна була прийняти постриг, малі чини, піддияконат, а потім великі чини. Декретом motu proprio Ministeria quaedam від 15 серпня 1972 року Папа Павло VI постановив відновити цю систему, яка вважалася застарілою. Цим же декретом було скасовано піддияконський стан, але дозволено використовувати термін «піддиякон» для тих, хто отримав малі свячення під назвою «аколіт».